# Edita Anglická
Edita Anglická (cca 910 /mezi 905–912/ – 29. ledna 946 Magdeburg) byla jednou z mnoha dcer anglického krále Eduarda I. a díky sňatku také saská vévodkyně, východofranská královna a také královna Svaté říše římské.

## Z Anglie na kontinent
V rámci utužení vztahů mezi saským a anglickým dvorem Jindřich I. Ptáčník někdy v průběhu roku 929 rozhodl o vhodné ženitbě svého syna Oty. Král Ethelstan vyslal do Kolína pod biskupským dohledem hned dvě své sestry, Editu (Eadgifa) a Ecgvinu (Aelgifa), aby měl Ota na výběr. Na podzim 929 byla v Quedlinburgu uzavřena svatba Oty s Editou. Mladší sestra Aelgifa (zv. též Adivea) byla provdána podle autora Světové kroniky Ethelwerda za „jakéhosi krále při Jupiterských horách“ (míněny jsou Alpy). Gandersheimská jeptiška Hrotsvita, autorka básně Gesta Odonis jmenuje mladší sestru Edity jako Adivu. V roce 1953 přišel numismatik Pavel Radoměrský s hypotézou, že při svatbě byl přítomen také český kníže Václav, který měl odvést mladší sestru Edith Elfgifu (Aldgithu) do Čech jako nevěstu pro svého synovce Boleslava II. Tato hypotéza má mezeru hlavně v tom, že v době svatby Oty I. zřejmě nebyl Boleslav II. ani na světě. Pravděpodobnější je, že byla provdána za saského šlechtice.
| „                     | Kdykoli králi hrozilo zjevné nebo skryté nebezpečí, vždy bezpečně vyvázl díky Boží milosti nebo díky trvalé přímluvě své zbožné manželky Edith. | “ |
| — Dětmar z Merseburku | |   |

Edita po svatbě získala jako jitřní dar město Magdeburg, kde se mladí manželé také usadili. Manželství bylo pravděpodobně šťastné. Královna věnovala Otovi „nepřetržitou péči“ a někdy mu také „troubila do uší“ svá přání. Porodila Otovi dvě děti – syna Liudolfa (* 930) a dceru Liutgard (*931).
Po smrti Jindřicha Ptáčníka byl Ota korunován a 7. srpna 936 byla v Cáchách mohučským arcibiskupem korunována i Edita. Dle dobových svědectví mladá královna neměla úplně nejlepší vztahy se svou ambiciózní tchyní Matyldou. Ve sporu, který Matylda měla kvůli financím s oběma syny, se však Edita překvapivě postavila za svou, zřejmě o pouhých deset let starší tchyni. Podle jeptišky Roswithy z Gandersheimu byla Edita „nejlepší ze všech žen“.
Zemřela v jednatřiceti letech a byla pochována v kostele kláštera svatého Mořice, který roku 937 sama založila.
| „                     | Byla štědře nadána nesčetnými ctnostmi, jak ukázala znamení po její smrti, a prožila svůj vyměřený čas mile Bohu i lidem... | “ |
| — Dětmar z Merseburku | |   |